# Kafr Madżar
Kafr Madżar (arab. ‏كفر مجر‎) – miejscowość w Egipcie, w muhafazie Kafr asz-Szajch. W 2006 roku liczyła 7946 mieszkańców.